# Чезио
Чезио (итал. Cesio) је насеље у Италији у округу Империја, региону Лигурија.
Према процени из 2011. у насељу је живело 153 становника. Насеље се налази на надморској висини од 527 м.

## Становништво
Према резултатима пописа становништва 2011. у општини је живело 286 становника.
| 1936. | 1951. | 1961. | 1971. | 1981. | 1991. | 2001. | 2011. |
| ----- | ----- | ----- | ----- | ----- | ----- | ----- | ----- |
| 513   | 514   | 397   | 352   | 291   | 240   | 241   | 286   |